# Hôtel Bullion
Pour les articles homonymes, voir Bullion.
L’hôtel Bullion ou hôtel Thoinard (aussi orthographié Thoynard), est une petite partie de ce qui subsiste de l'ancien hôtel particulier de Claude de Bullion, surintendant des Finances de Louis XIII, datant du XVIIe siècle, remanié au XVIIIe siècle, situé au no 9 de la rue Coq-Héron, à l'angle de la rue du Louvre, dans le 1er arrondissement de Paris en France. 
Jusqu'au Premier Empire, l'hôtel sert de salle de ventes aux enchères.
Il abrite depuis 1844 la Caisse d'épargne, fondée en 1818 sous la dénomination Caisse d'Épargne et de Prévoyance de Paris et est aujourd'hui considéré comme « siège historique » de cette banque. Cependant, le siège originel se trouvait avant 1844 à la Compagnie royale d'assurances, installée au 104 rue de Richelieu.
Le bâtiment fait l’objet d’une inscription au titre des monuments historiques depuis le 24 mars 1925. C'est tout ce qui reste de l'ancien Hôtel Bullion de la rue Plâtrière (actuelle rue Jean-Jacques-Rousseau).

## Histoire
L'hôtel Bullion tire son nom de Claude de Bullion, qui l'a acheté en 1613,, entre la rue du Coq-Héron et la rue Plâtriere. Salomon de Brosse l'agrandit en 1614 et divers aménagements furent réalisés par la suite. Il disparut lors du percement de la rue du Louvre au XIXe siècle.
Entre les années 1770 et le début des années 1800, une partie de l'hôtel sert de salle de ventes aux enchères. Alexandre Joseph Paillet y conduisit ses plus belles enchères.

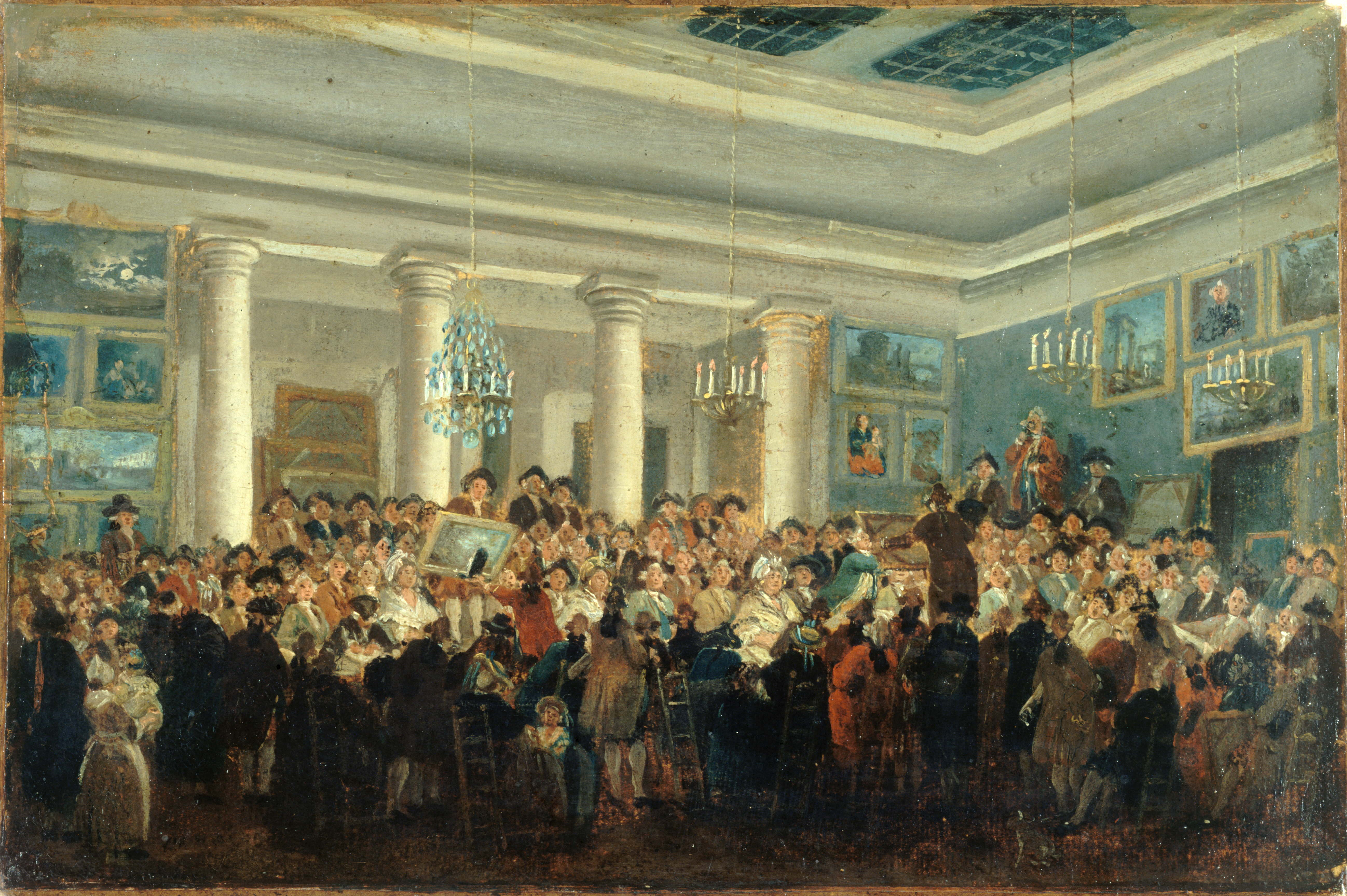
Pierre-Antoine Demachy : Vente publique de tableaux à l'hôtel Bullion (vers 1785), huile sur toile, musée Carnavalet.
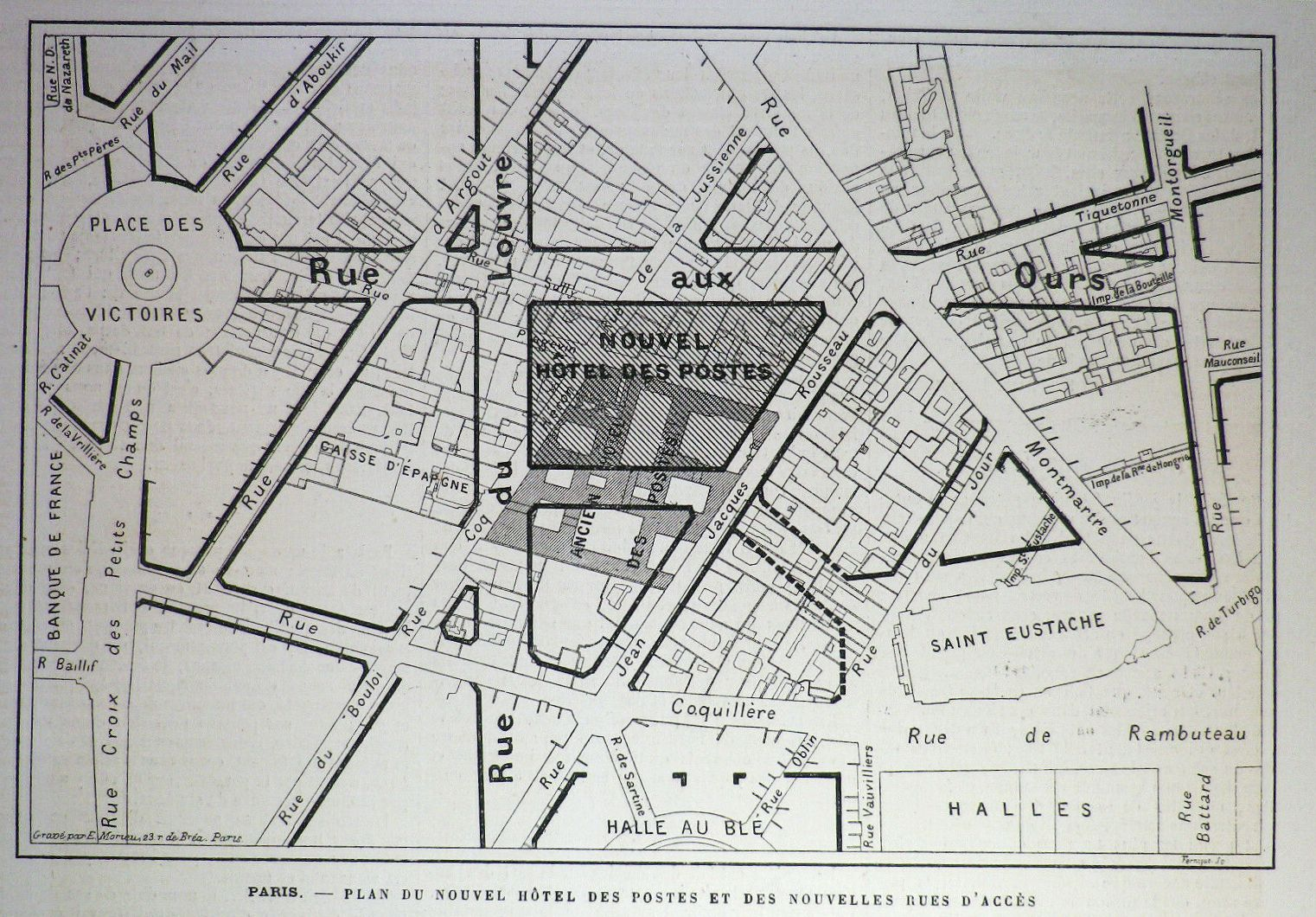
La Caisse d'Épargne (ancien hôtel Bullion) sur un plan de 1880, projetant l'amputation de la rue Coq-Héron pour le percement de la rue du Louvre.